# Circolo linguistico di Copenaghen
Il Circolo linguistico di Copenaghen (o Scuola di Copenaghen) è un centro di ricerca linguistica fondato da Louis Trolle Hjelmslev e Viggo Brøndal il 24 settembre 1931. La scuola è stata centro della discussione metodologica circa lo strutturalismo linguistico in ambito danese ed europeo, insieme alla scuola di Praga e alla scuola di Ginevra. In questo contesto, Hjelmslev e i suoi collaboratori hanno elaborato il concetto di "glossematica": una dottrina che definisce la lingua come tessuto di relazioni interdipendenti (intese come funzioni matematiche) tra espressione e contenuto. La ricerca portata avanti dal circolo di Copenaghen si è evoluta tra la fine del ventesimo secolo, e l’inizio del ventunesimo, dallo strutturalismo alla linguistica funzionale.
Oggi il Circolo è ancora attivo nella pubblicazione di contenuti e nell’organizzazione di seminari; si articola in due sottocommissioni: the Committee for Danish Functional Linguistics e il Committee for Support of Endangered Languages.

## Storia
Il circolo Linguistico di Copenaghen si costituì su iniziativa di Louis Trolle Hjelmslev a seguito di due incontri privati presso la sua abitazione con altri docenti dell’Università di Copenaghen, avvenuti il 24 giugno e il 24 settembre del 1931. Nel ventesimo anniversario dalla fondazione del circolo, Hjelmslev riconobbe come membri fondatori del nucleo originario: il professore di filologia romanza Viggo Brøndal con sua moglie Rosally Brøndal e Paul Lier. Tra i partecipanti agli incontri precedenti alla creazione del circolo vi furono anche Kaj Bar, professore di filologia iraniana, Paul Hobye, professore di filologia romanza e Harry Pihler, professore presso il dipartimento di inglese.
In breve tempo dalla sua fondazione, la scuola creata da Hjelmslev e Brøndal, acquisì diverse adesioni, tra cui le figure chiave di L.L. Hammerich, Eli Fischer-Jørgensen e Paul Diderichsen. In seguito, si sono associati al Circolo anche Knud Togeby e Henning Spang-Hanssen.
Il circolo fu fondato su ispirazione della Scuola di Praga (già esistente dal 1926) e con l’intento di fornire un criterio formale per gli studi di linguistica in prosecuzione alle teorie lasciate da Ferdinand de Saussure. L’approccio del circolo di Copenaghen alla linguistica si definisce come strutturalismo. 
L’obiettivo alla base della scuola di Copenaghen era costruire una metodologia per comprendere la comunicazione come un sistema formale dotato di una terminologia in grado di descrivere il sistema linguistico in maniera matematica. La teoria elaborata da questo intento è stata chiamata “glossematica”, come si trova in due delle opere principali di Hjelmslev stesso: I fondamenti della teoria del linguaggio (1943), Résumé of a theory of Language (1975). Nella concezione elaborata da Hjelmslev la posizione strutturalista di Saussure viene approfondita ed acuita: la lingua è vista come forma e non sostanza, suddivisa in due piani, dell’espressione e del contenuto, e intesa come insieme di relazioni denotate o connotate tra la forma e la materia.
Dopo la costituzione della scuola di Copenaghen sono state fatte una serie di pubblicazioni sotto il titolo di Travaux du Cercle Linguistique de Copenhague (TCLC); anche questo in caso viene ricalcato il modello della scuola di Praga, che pubblicava sotto il titolo di Travaux du Cercle Linguistique de Prague (TCLP). Il bollettino linguistico del Circolo, intitolato Acta Linguistica è stato lanciato nel 1937, in seguito rinominato Acta Linguistica Hafniensia (ALH): esiste ancora oggi. Dal 1931 al 1934 Hjelmslev e i membri del neocostituito Circolo si dedicarono alla definizione di un concetto alternativo di fonema e in generale alla definizione della glossematica. In seguito, dal 1934 al 1937 Viggo Brøndal fu leader del gruppo, mentre Hjelmslev si trovava ad Aarhus con Hans Jørgen Uldall per la definizione del progetto glossematico. Hjelmslev rimase a guida del Circolo dalla morte di Brøndal, avvenuta nel 1942, fino alla propria morte, nel 1965.
Alla scomparsa di Hjelmslev il Circolo di Copenaghen è rimasto attivo grazie all’opera di Henning Spang-Hanssen e Eli Fischer-Jørgensen. Nel 1989 è nato il gruppo di Linguistica Funzionale Danese, con l’obiettivo di conservare la tradizione dello strutturalismo hjelmsleviano integrandola alle nuove prospettive della linguistica cognitiva e della grammatica funzionale.